# Europamesterskaberne i amatørboksning 1975
Europamesterskaberne i amatørboksning 1975 blev afviklet fra den 1. til den 8. juni 1975 i Katowice i Polen. Det var 21. gang, der blev afholdt EM for amatørboksere. Turneringen blev arrangeret af den europæiske amatørbokseorganisation EABA. Der deltog 193 boksere fra 23 lande.
Bedste nation blev Sovjetunionen, der opnåede 6 guld og 3 sølv i de 11 vægtklasser. Danmark opnåede en enkelt bronzemedalje ved Ib Bødtker.

## Danske deltagere
Danmark stillede med tre boksere til turneringen: Jørgen Neuparth (letweltervægt), Ib Bødtker (weltervægt) og Per Müllertz (letmellemvægt).
Resultater
- Jørgen Neuparth blev diskvalificeret i 3. omgang i sin første kamp mod rumæneren Paul Dobrescu.
- Ib Bødtker vandt sine to første kampe med med dommerstemmerne 5-0, i første kamp mod tjekkoslovakken Peter Jakabi	og i kvartfinalen mod grækeren Athanasios Iliades. I semifinalen tabte Bødtker til rumæneren Victor Zilberman med dommerstemmerne 5-0.
- Per Müllertz tabte sin første kamp til tjekkoslovakken Tomas Kemel med dommerstemmerne 5-0.

## Notable deltagere, der senere blev professionelle
Blandt deltagene ved turneringen var en række boksere, der senere opnåede succes som professionelle, Charlie Nash (europamester i letvægt og VM-udfordrer), Clinton McKenzie, (britisk og europæisk mester i letweltervægt), Luigi Minchillo (italiensk og europæisk mester i letmellemvægt og VM-udfordrer i letmellemvægt, mødte i karrieren Thomas Hearns og Roberto Duran og gik tiden ud), og Marijan Benes (europamester i letmellemvægt og VM-udfordrer til Ayub Kalules VV-titel i letmellemvægt).

## Medaljevindere
| Event                           | Guld                              | Sølv                           | Bronze                                              |
| ------------------------------- | --------------------------------- | ------------------------------ | --------------------------------------------------- |
| Letfluevægt (– 48 kilogram)     | Aleksandr Tkatjenko Sovjetunionen | Enrique Rodríguez Spanien      | György Gedó Ungarn Remus Cosma Rumænien             |
| Fluevægt (– 51 kilogram)        | Vladislav Sasypko Sovjetunionen   | Constantin Gruiescu Rumænien   | Sándor Orbán Ungarn Charlie Magri England           |
| Bantamvægt (– 54 kilogram)      | Viktor Rybakov Sovjetunionen      | Tsacho Andreykovski Bulgarien  | Mircea Tone Rumænien Milan Piskač Tjekkoslovakiet   |
| Fjervægt (– 57 kilogram)        | Tibor Badari Ungarn               | Bratislav Ristić Jugoslavien   | Antonio Rubio Spanien Patrick Cowdell England       |
| Letvægt (– 60 kilogram)         | Simion Cuţov Rumænien             | Valeriy Lvov Sovjetunionen     | Ryszard Tomczyk Polen András Botos Ungarn           |
| Letweltervægt (– 63,5 kilogram) | Valery Limasov Sovjetunionen      | József Nagy Ungarn             | Ulrich Beyer DDR Bajram Hasani Jugoslavien          |
| Weltervægt (– 67 kilogram)      | Kalevi Marjamaa Finland           | Victor Zilberman Rumænien      | Jerzy Rybicki Polen Ib Bötcher Danmark              |
| Letmellemvægt (– 71 kilogram)   | Wiesław Rudkowski Polen           | Viktor Savtjenko Sovjetunionen | Franz Dorfer Østrig Mihály Rapcsák Ungarn           |
| Mellemvægt (– 75 kilogram)      | Vjatjeslav Lemesjev Sovjetunionen | Bernd Wittenburg DDR           | Jacek Kucharczyk Polen Zdeněk Tykva Tjekkoslovakiet |
| Letsværvægt (– 81 kilogram)     | Anatoliy Klimanov Sovjetunionen   | Georgi Stoymenov Bulgarien     | Ottomar Sachse DDR Radovan Bisić Jugoslavien        |
| Sværvægt (+ 81 kilogram)        | Andrzej Biegalski Polen           | Viktor Ulyanich Sovjetunionen  | Mircea Simon Rumænien Garfield McEwan England       |

## Medaljefordeling
*   Værtsnation ( Polen)
| Rank               | Nation                | Guld | Sølv | Bronze | Total |
| ------------------ | --------------------- | ---- | ---- | ------ | ----- |
| 1                  | Sovjetunionen (URS)   | 6    | 3    | 0      | 9     |
| 2                  | Polen (POL)*          | 2    | 0    | 3      | 5     |
| 3                  | Rumænien (ROU)        | 1    | 2    | 3      | 6     |
| 4                  | Ungarn (HUN)          | 1    | 1    | 4      | 6     |
| 5                  | Finland (FIN)         | 1    | 0    | 0      | 1     |
| 6                  | Bulgarien (BUL)       | 0    | 2    | 0      | 2     |
| 7                  | DDR (GDR)             | 0    | 1    | 2      | 3     |
| 7                  | Jugoslavien (YUG)     | 0    | 1    | 2      | 3     |
| 9                  | Spanien (ESP)         | 0    | 1    | 1      | 2     |
| 10                 | England (ENG)         | 0    | 0    | 3      | 3     |
| 11                 | Tjekkoslovakiet (TCH) | 0    | 0    | 2      | 2     |
| 12                 | Danmark (DEN)         | 0    | 0    | 1      | 1     |
| 12                 | Østrig (AUT)          | 0    | 0    | 1      | 1     |
| Total (13 nations) | Total (13 nations)    | 11   | 11   | 22     | 44    |